# 万兴乡 (施甸县)
万兴乡，是中华人民共和国云南省保山市施甸县下辖的一个乡镇级行政单位。

## 行政区划
万兴乡下辖以下地区：
万兴村、长浪坝村、写寨村、中山村、东安村、大水村和牛汪塘村。